# Pille
Pille är en by (estniska: küla) i Võru kommun i landskapet Võrumaa i sydöstra Estland. Byn ligger vid sjöarna Pille järv och Karsna järv, vid gränsen mot landskapet Põlvamaa.
Före kommunreformen 2017 hörde byn till dåvarande Lasva kommun.